# Pão da proposição
Pão da proposição (em hebraico: lechem haPānīm לחם הפנים, literalmente: "Pão da Presença"), em um contexto bíblico ou judaico, refere-se aos bolos ou pães que estavam sempre presentes em uma mesa especialmente dedicada, no Templo de Jerusalém, como uma oferenda a Deus. Uma tradução alternativa, e mais apropriada, seria pão da presença, uma vez que a Bíblia exige que o pão esteja constantemente na presença de Deus (Êxodo 25:30). Ele também é mencionado em Mateus 12:4 (τοὺς ἄρτους τῆς προθέσεως).

## Referências bíblicas

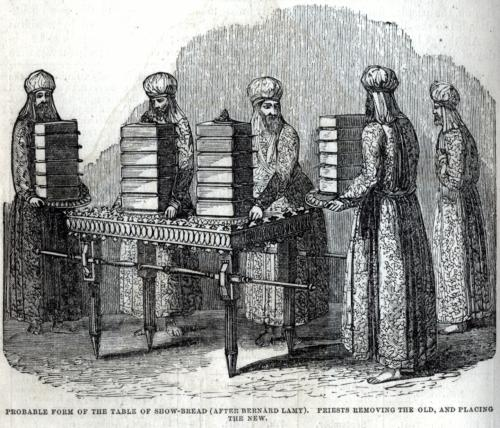
Ilustração dos sacerdotes do templo, substituindo os pães da proposição a cada semana.